# Epamera kamerunica
Epamera kamerunica är en fjärilsart som beskrevs av Riley 1928. Epamera kamerunica ingår i släktet Epamera och familjen juvelvingar. Inga underarter finns listade i Catalogue of Life.